# Service de Luxe
Pour plus de détails, voir Fiche technique et Distribution.
Service de Luxe est un film américain réalisé par Rowland V. Lee, sorti en 1938.
D'une durée de 85 minutes, ce film, produit par Edmund Grainger, marque le début de la carrière de Vincent Price au cinéma.

## Synopsis
Helen Murphy offre des services d'assistance à de riches clients, elle recherche un homme qui est capable de s'occuper de lui-même. Robert Wade est un inventeur qui recherche une femme qui ne dirigera pas sa vie. Helen et Robert sont faits pour vivre ensemble, sauf qu'il y a des complications à surmonter.

## Distribution
- Constance Bennett : Helen Murphy
- Vincent Price : Robert Wade
- Charles Ruggles
- Helen Broderick
- Mischa Auer
- Halliwell Hobbes
- Lawrence Grant
- Crauford Kent
- Lionel Belmore
- Tom Ricketts
- Frances Robinson